# 丸元大成
丸元 大成（まるもと たいせい、1976年2月21日 - ）は、日本の元プロボクサー。兵庫県三田市出身。現在は大成ボクシングジムの会長とプロモーターを務め、日本・アジア・世界タイトルマッチをプロモートする。

## 来歴
1999年5月18日、大阪府立体育会館でプロデビュー戦に3RKO勝ちを収めた。
1999年9月17日、現役京都大学医学部生ボクサーとして話題の川島実に3RKOで敗れ初黒星となった。
2000年9月7日、2連勝で西日本ウェルター級新人王決定戦を川島実と行い2RKOで敗退。
2001年12月15日、野中悠樹・鈴木哲也らに6連勝で西軍代表として全日本ウェルター級新人王を後楽園ホールで東日本代表音田隆夫と行うも2RKO負けで獲得ならず。音田はこの試合により、新人王戦MVPを獲得。
2003年4月18日、3連勝で2度敗れている川島実との試合で8RTKO勝ち。
2004年4月14日、2連勝でB:Tight!に出場。1回戦の日高和彦との試合で4R判定で敗退。
2004年8月7日、1戦1勝後レブ・サンティリャンの持つOPBF東洋太平洋ウェルター級王座に挑戦するが、12回判定で敗れ獲得ならず。
2005年9月23日、元日本ウェルター級王者永瀬輝男を含む2戦2勝後、音田隆夫との試合で8R負傷判定勝ち。またこの頃TAISEI Boxing gymを三田市で始めた。
2005年12月3日、大阪市中央公会堂でフィリピンウェルター級王者のドンドン・スルタンに9RKO負け。
2006年5月21日、ABCOウェルター級王者シントゥン・キャットブサバとのノンタイトルマッチで2RKO負けで2連敗となった。
2006年9月18日、WBC世界スーパーフライ級暫定王座決定戦川嶋勝重vs.クリスチャン・ミハレスのアンダーカードとしてパシフィコ横浜で、OPBF東洋太平洋ウェルター級王者山口裕司の初防衛戦の相手となり、7RTKO勝ちで念願の王座を獲得。
2007年2月12日、尼崎アルカイックホールで竹中義則を9RTKOで下し、初防衛に成功。
2007年7月14日、尼崎アルカイックホールで、同級元王者にして1位のレブ・サンティリャンに6RTKO負けで王座を失った。
2007年10月14日、スーパーウェルター級に階級を上げ1度敗れているシントゥン・キャットブサバに大阪府立体育会館で再度試合。10R判定勝ち。
2008年6月7日、大阪市立阿倍野区民センターで元タイ国ライト級王者ルークトン・トーペンロンポンに6RKO勝ち。
2008年11月15日、後楽園ホールでOPBF東洋太平洋ウェルター級王者日高和彦に挑戦。4RKOで敗れ戴冠ならず。その後、2010年5月9日までに5連勝（うち4KO）、同年8月21日にも2RKO勝利を収めた。
2011年1月8日、日本・OPBFスーパーウェルター級タイトルマッチ12回戦が後楽園ホールで行われ、日本1位・OPBF4位としてチャーリー太田（八王子中屋）の持つ日本王座とOPBF王座に挑戦するも、6回1分6秒TKO負けを喫し、日本王座の獲得に失敗、OPBF王座の獲得にも失敗、OPBF2階級制覇を果たせなかった。
2012年6月、　元WBC世界ライト級6位でWBCアジアチャンピオンの　トーンポーン・チョークチャイ（タイ）に10ラウンド判定勝ちし現役引退を表明した。

## 獲得タイトル
- 第32代OPBF東洋太平洋ウェルター級王座（防衛1度）